# Région de Wakefield
La région de Wakefield  est une zone d'administration locale au nord d'Adélaïde en Australie-Méridionale en Australie. 

## Villages
La région comprend les villages de :
- Balaklava ;
- Blyth ;
- Bowmans ;
- Brinkworth ;
- Halbury ;
- Hamley Bridge ;
- Hoyleton ;
- Kybunga ;
- Lakeview ;
- Lochiel ;
- Owen ;
- Pinery ;
- Port Wakefield ;
- Snowtown ;
- Whitwarta.